# 이내영
이내영(李來榮, 1958년 10월 4일 ~ )은 대한민국의 교수이자 정무직공무원이며, 전 국회입법조사처 처장이다.

## 출신 학교
- 고려대학교 정치외교학 학사
- 고려대학교 대학원 정치외교학 석사
- 위스콘신 대학교 매디슨 대학원 정치학 박사

## 주요 경력
- 1990년 : 멕시코 국립자치대학교 국제관계학과 객원연구원
- 1990년 ~ 1993년 : 위스콘신 대학교 매디슨캠퍼스 글로벌연구프로그램 연구원
- 1993년 ~ 1994년 : 고려대학교 아세아문제연구소 연구교수
- 1994년 ~ 1995년 : 사회과학원 연구위원
- 1995년 ~ 1996년 : 세종연구소 연구위원
- 1996년 : 한국세계지역연구협의회 총무이사
- 1996년 ~ 1997년 : 대통령자문 정책기획위원회 비상임 전문위원
- 1997년 3월 ~ 2001년 2월 : 경희대학교 아태국제대학원 교수
- 1999년 ~ 2001년 : 경희대학교 아태국제대학원 원장
- 2001년 ~ 2008년 : 한국라틴아메리카학회 부회장
- 2001년 3월 ~ 현재 : 고려대학교 정경대학 정치외교학과 교수
- 2002년 6월 ~ 현재 : 동아시아연구원 정치사회여론조사센터 소장
- 2003년 1월 ~ 2003년 2월 : 대통령 인수위원회 정치개혁실 자문위원
- 2003년 ~ 2006년 : 국회도서관 자료선정위원회 자문교수
- 2004년 2월 ~ 2006년 1월 : 고려대학교 정치외교학과 학과장
- 2004년 3월 ~ 2006년 2월 : 강원관광대학 관선이사
- 2005년 : 고려대학교 예결산자문위원회 위원
- 2007년 8월 ~ 2008년 7월 : 스탠퍼드 대학교 아시아태평양연구소 방문학자
- 2007년 8월 ~ 2013년 7월 : 고려대학교 아세아문제연구소장
- 2010년 3월 ~ 2012년 2월 : 중앙선거관리위원회 자문위원
- 2011년 ~ 2014년 : 한국국제교류재단 성과관리위원
- 2012년 8월 ~ 2012년 12월 : 동아일보 대선공정보도위원회 위원
- 2012년 : 한국국제정치학회 부회장
- 2013년 ~ 2015년 : 한국연구재단 전문위원
- 2013년 ~ 2016년 : 안암정치학회 회장
- 2014년 7월 : 동아일보 객원논설위원
- 2014년 ~ 2015년 : 국립 타이완 대학 동아시아연구소 방문교수
- 2015년 2월 ~ 2015년 4월 : 한국일보 총선보도 자문위원
- 2015년 3월 ~ 2015년 6월 : 국회의장 산하 선거제도개혁자문위원회 부위원장
- 2016년 12월 ~ 2019년 3월 : 국회입법조사처 처장
- 2020년 12월 ~ : 제4대 중앙선거여론조사심의위원회 위원장
- 한국정치학회 이사
- 한국국제정치학회 부회장
- 사단법인 사회과학원 감사
- 동아시아연구원 정치사회여론조사센터 소장
- 고려대학교 평화와 민주주의 연구소장